# Mojmir Sepe
Mojmir Sepe (ur. 11 lipca 1930 we wsi Jazbina, zm. 24 grudnia 2020) – słoweński trębacz, następnie kompozytor, dyrygent i aranżer.

## Kariera
W 1949 roku ukończył I Liceum Ogólnokształcące w Celje. Później studiował grę na fortepianie i trąbce w Akademii Muzycznej w Lublanie.
W 1950 roku rozpoczął profesjonalną karierę muzyczną jako obiecujący trębacz w Radio Ljubljana Dance Orchestra, ale nagle musiał przerwać z powodu incydentu nocnej walki ulicznej na festiwalu Opatija '65, broniąc słoweńskiej piosenkarki Eldy Viler, kiedy czterech facetów wybiło mu kilka przednich zębów. Poświęcił się komponowaniu i dyrygowaniu, głównie pod wpływem muzyki jazzowej i swingowej. Współpracował z kilkoma słoweńskimi poetami, którzy pisali teksty do jego aranżacji. Wśród nich byli Frane Milčinski Ježek, Gregor Strniša, Branko Šomen, Miroslav Košuta i Ivan Minatti.

## Przeboje
- 1962 — "Zemlja pleše" dla Marjana Deržaj
- 1964 — "Poletna noč" dla Majda Sepe
- 1966 — "Brez besed" dla Berta Ambrož
- 1969 — "Ljubi, ljubi, ljubi" dla Eva Sršen
- 1970 — "Pridi, dala ti bom cvet" dla Eva Sršen
- 1972 — "Med iskrenimi ljudmi" dla Majda Sepe
- 1978 — "Ribič, ribič me je ujel" dla Majda Sepe
- 1978 — "Bojan the Bear"

## Tytuły
W 2011 roku został uhonorowany tytułem honorowego obywatela Lublany.